# EMPAR
EMPAR (European Multifunction Phased Array Radar) rotirajući je višenamjenski elektronički skenirani antenski niz s pasivnim pomakom faza koji služi kao radar u frekvencijskom C-pojasu (4 – 8 GHz). Prvi funkcionalan model konstruirala je 2006. tvrtka Selex ES (prethodno SELEX Sistemi Integrati, od 2016. spojen s Finmeccanicom, zatim Leonardo S.p.A.). Predviđen je za glavni radarski sustav na srednje velikim i velikim brodovima. Radar nudi potpunu volumetrijsku pokrivenost pretraživanja, pretraživanje na malim visinama i po površini, praćenje više meta i mogućnost slanja informacija navođenim projektilima.

## Pojedinosti
Glavna funkcija EMPAR-a je trodimenzionalno volumetrijsko pretraživanje zraka, dajući informacije o smjeru, udaljenosti i visini za zračni promet do najveće udaljenosti od 480 km. Sposoban je pratiti zrakoplove ili manje ciljeve poput projektila. Sustav koristi jednu usku zraku za odašiljanje radarskog signala i više zraka za prijem. Njima se može upravljati elektronički, što omogućuje EMPAR-u vrlo brzo pretraživanje velikog prostornog kuta u određivanju smjera i visine. Time je omogućeno istodobno praćenje cijele hemisfere. Ravna strana radara okreće se brzinom od 60 okretaja u minuti, što mu omogućuje da vrlo brzo prebriše cijelo nebo. Sustav stoga pruža gotovo kontinuiran pogled svih 360 stupnjeva, za razliku od prijašnjih rotirajućih radarskih sustava kojima je trebalo i više od deset sekunda da pretraže nebo. Ova osobina važna je za sustave protuzračne obrane s obzirom na veliku brzinu modernih protubrodskih projektila kao što su P-270 Moskit ili BrahMos .
EMPAR kontinuirano analizira podatke koje prima i prema potrebi će automatski prilagoditi frekvenciju i valni oblik koji koristi. Kao i druge radare s fazno pomaknutim antenskim nizom teško ga je ometati i može raditi u prisutnosti intenzivnih smetnji. EMPAR je kompatibilan sa sustavom PAAMS, što omogućuje navođenje projektila Aster 15 ili 30 koji se upotrebljavaju za zračnu obranu srednjeg ili dugog dometa.

## Uporaba
Alžir - Alžirska nacionalna mornarica1 na brodovima klase BDSL Kalaat Béni Abbès
Francuska – Marine Nationale2 na klasi razarača  Forbin
Italija – talijanska mornarica1 na nosaču zrakoplova klase Cavour
2 na razaračima klase Andrea Doria
1 u središtu za obuku Taranto